# Слава помідору!

Скульптура «Слава помідору!» — одна з найпопулярніших визначних пам'яток міста Кам'янка-Дніпровська Запорізької області у вигляді свіжого, гарного, налитого сонцем помідора.

## Історія створення
У м. Кам'янка-Дніпровська більшість населення зайнята вирощуванням ранніх овочів для оптового продажу. Серед найбільш продаваних – томати, огірки, капуста, баклажани, кабачки, полуниця та ін.
Перші помідори з'являються на ринках міста на початку травня. Місцевий народ називає томати своїми годувальниками, тому що більша частина мешканців спеціалізується на вирощуванні саме помідорів.
Пам'ятник «Слава помідору» - це споруда, встановлена в місті вдячними городянами шановному овочу. Був відкритий 2009 року.

## Вигляд монумента
На майданчику у вигляді шахової дошки, на невеликому постаменті розташований чудо-томат круглої форми та вагою 600 кілограм.
Здається як свіжий, гарний, налитий сонцем помідор, червоного кольору. Має незвичайний, але вкрай апетитний і смачний вигляд.

## Цікаві факти
- На створення пам'ятника помідору пішло близько 10 мішків цементу.
- Відкриття монумента ініціював директор державного підприємства «Кам'янсько-Дніпровське лісове господарство»[3].
- Скульптура розташована на центральній площі по вулиці Гоголя, де кожен день проходить великий потік людей.
- Мандрівники та гості міста завжди зупиняються біля неї, щоб відобразити себе на фотографії разом із цим унікальним творінням.
- 6 грудня 2023 року, до Дня святого Миколая, у селі Городниця на Прикарпатті відкрили пам’ятник томату. Село вважається «помідорною столицею» регіону. Селяни кажуть, що тут був вирощений перший на Прикарпатті помідор [4].